# Глупакът (1953)
Вижте пояснителната страница за други значения на Глупакът.
„Глупакът“ (на испански: El Bruto) е мексикански филм от 1953 година, мелодрама на режисьора Луис Бунюел по негов сценарий в съавторство с Луис Алкориса.
В центъра на сюжета е герой, нает от собственик на жилищна сграда да тормози наемателите, който се влюбва в дъщерята на една от жертвите си. Главните роли се изпълняват от Педро Армендарис, Кати Хурадо, Роса Аренас, Андрес Солер, Беатрис Рамос.